# Claude Joseph Carbelot
Claude Joseph Carbelot est un homme politique français né le 20 décembre 1753 à Varennes-sur-Amance (Haute-Marne), où il est décédé le 11 mai 1817.

## Biographie
Administrateur de la Haute-Marne sous la Révolution, conseiller général et juge de paix, il est élu député de la Haute-Marne au Conseil des Cinq-Cents le 23 vendémaire an IV. Il quitte ses fonctions après le coup d'État du 18 Brumaire.